# فيكتور ألبرتو راموس
فيكتور ألبرتو راموس (بالإسبانية: Víctor Alberto Ramos)‏ هو جيولوجي أرجنتيني، ولد في 22 أبريل 1945.